# Muralla romana de Lugo
La muralla romana de Lugo rodea el casco histórico de la ciudad gallega de Lugo en la provincia del mismo nombre en España. La antigua ciudad romana de Lucus Augusti, fundada por Paulo Fabio Máximo en nombre del emperador Augusto en el año 13 a. C. con la finalidad de anexionar, definitivamente, el noroeste de la península ibérica al Imperio romano fue dotada en el Bajo Imperio de un muro de defensa que ha perdurado, con escasas reformas, hasta la actualidad.
La muralla, con una longitud de 2266 metros, coronada por 85 poderosas torres, delimita el casco histórico de la urbe gallega y ha pasado de ser un obstáculo para su evolución y crecimiento a ser un monumento integrado en la estructura urbana y fuente de riqueza turística.
Construida como separación y defensa se ha transformado en un elemento integrador entre la antigua Lucus y la que se ha desarrollado a su alrededor. Sus diez puertas realizan la función de unir una parte de la ciudad con la otra y su paseo de ronda, adarve, se ha tornado en una calle más que es recorrida por los viandantes autóctonos y visitantes.
La muralla romana de Lugo fue declarada Patrimonio de la Humanidad por la Unesco en el año 2000 el día 30 de noviembre y está hermanada desde el día 6 de octubre de 2007 con la Gran Muralla China de Qinhuangdao.
En 2015, en la aprobación por la Unesco de la ampliación del Camino de Santiago en España a «Caminos de Santiago de Compostela: Camino francés y Caminos del Norte de España», fue incluido como uno de los bienes individuales (n.º ref. 669bis-008) del camino primitivo.

## Descripción
La muralla de la antigua Lucus Augusti es una de las murallas más antiguas, completas, conservada y restauradas de las murallas romanas ubicadas en la península ibérica. Las modificaciones que ha sufrido a lo largo de sus más de 17 siglos de existencia no han llegado a alterar, sustancialmente, su aspecto original que sigue las directrices del ingeniero romano Vitrubio. Los vestigios más antiguos se encuentran en el entorno de la llamada "Puerta Miñá".

### Dimensiones
El conjunto defensivo tiene una longitud de más de 2 km, exactamente 2117 m, aunque hay divergencias en la medida, y abarca una extensión de 34,4 ha. La anchura de los muros es de 4,20 m alcanzando los 7 m en algunos tramos. 
La muralla mantiene una serie de torres defensivas entre las cuales se levantan los lienzos de la misma. La distancia entre torres, hay constancia de que había 85 u 86, 46 de ellas se conservan íntegras mientras que hay restos de las otras 39 más o menos mejor conservados, varía entre los 8,80 y 9,80 metros hasta los 15,90 y 16,40 metros con una altura entre los 8 y los 12 metros por la parte exterior.
Las torres tienen unas dimensiones de 5,35 metros hasta 12,80 metros en el hueco o segmento, y de 4,80 hasta 6 metros, en la flecha. Una de las torres tiene ventanales de medio punto de 1,15 m de ancho y de 1,43 m de alto, y alguno llega a los 1,53 m.

### Trazado
El trazado de la construcción defensiva está envuelto en el misterio, todavía nadie acierta a entender por qué dejó fuera importantes núcleos residenciales de la antigua ciudad a la vez que protegía zonas deshabitadas. Se extiende por una orografía irregular, más alto al noroeste y en descenso hacia el sudeste. La forma es cuadrangular, con vértices suavizados. 

### Materiales
Los materiales de lo que está construida la muralla son, principalmente, el granito, para los remates de las puertas y ángulos de refuerzo de las torres y las lajas de pizarra, que constituye la exterior de los muros. El interior está relleno de un mortero compuesto de tierra, piedras y guijarros cementados con agua. Todos los materiales son abundantes en la zona.

### Torres
De las 85 u 86 torres originales se conservan 71, de ellas 60 son de planta circular y 11 cuadrangular. Debieron estar coronados por torres de dos pisos que tenían ventanales, como atestigua la torre llamada de A Mosqueira en la que todavía permanecen.
La disposición de las torres evita la existencia de ángulos muertos. Las cortinas -tramo de muro que se extiende entre dos torres- tienen una longitud de entre 6,30 m. y 13,50 m
Los restos de la torre llamada A Mosqueira hacen suponer que cada una de las torres, o cubos, tenía en origen una estructura superior que contaba, al menos, con dos pisos. Estos pisos tenían grandes ventanales donde se estima que se ubicarían armas defensivas como ballestas, onagros o escorpiones.

### Puertas

Puertas de la muralla de Lugo.
1. Puerta de San Fernando
2. Puerta Falsa
3. Puerta de la Estación
4. Puerta de San Pedro
5. Puerta del Obispo Izquierdo
6. Puerta del Obispo Aguirre
7. Puerta de Santiago
8. Porta Miñá
9. Puerta del Obispo Odoario
10. Puerta Nueva

La muralla disponía de cinco puertas de acceso que correspondían a las vías principales del trazado urbano. Entre 1853 y 1921 se abrieron otras cinco por necesidades de la expansión de la ciudad, de las diez puertas existentes, seis son peatonales y cuatro permiten el tráfico rodado.
En la época romana había cinco puertas que coinciden con las actuales de Porta Miñá, Porta Falsa, Porta de San Pedro, Porta Nova y Porta de Santiago. De ellas la Porta Miñá y, posiblemente, la Falsa son de factura original, las otras tres son posteriores. La puerta principal estaba en donde se construyó el Reducto de Cristina y era conocida por el nombre de Porta Castelli.
Las puertas abiertas a partir de 1853 son las de San Fernando (1853), la Estación (1875), Obispo Izquierdo (1888), Obispo Aguirre (1894) y Obispo Odoario (1921).
Por la puerta de San Pedro entraban las calzadas XIX y XX procedentes de Asturica Augusta, actual Astorga y Braccara Augusta, actual ciudad de Braga en Portugal. Por la Porta Nova se enlazaba con Brigantium, Betanzos y por la Porta Miñá se iba a Iria Flavia, Padrón mientras que por la Porta Falsa se iba hacia la costa y al puerto de Lucus Asturum, Lugo de Llanera.
La muralla, además de un elemento defensivo, también servía para delimitar el fuero y con él los impuestos de la ciudad, ya que en  sus puertas se cobraba el impuesto de portazgo y se realizaba el control de las personas que entraban y salida del recinto.
Las puertas de madera que permitían cerrar el acceso permanecieron, con más o menos intensidad hasta el siglo XIX, hasta que a partir de 1877 desaparecieron definitivamente. El control del tránsito se mantuvo hasta bien entrado el siglo XX, permaneciendo como testigo del mismo los fielatos en varias de las puertas.

#### Puerta de San Fernando

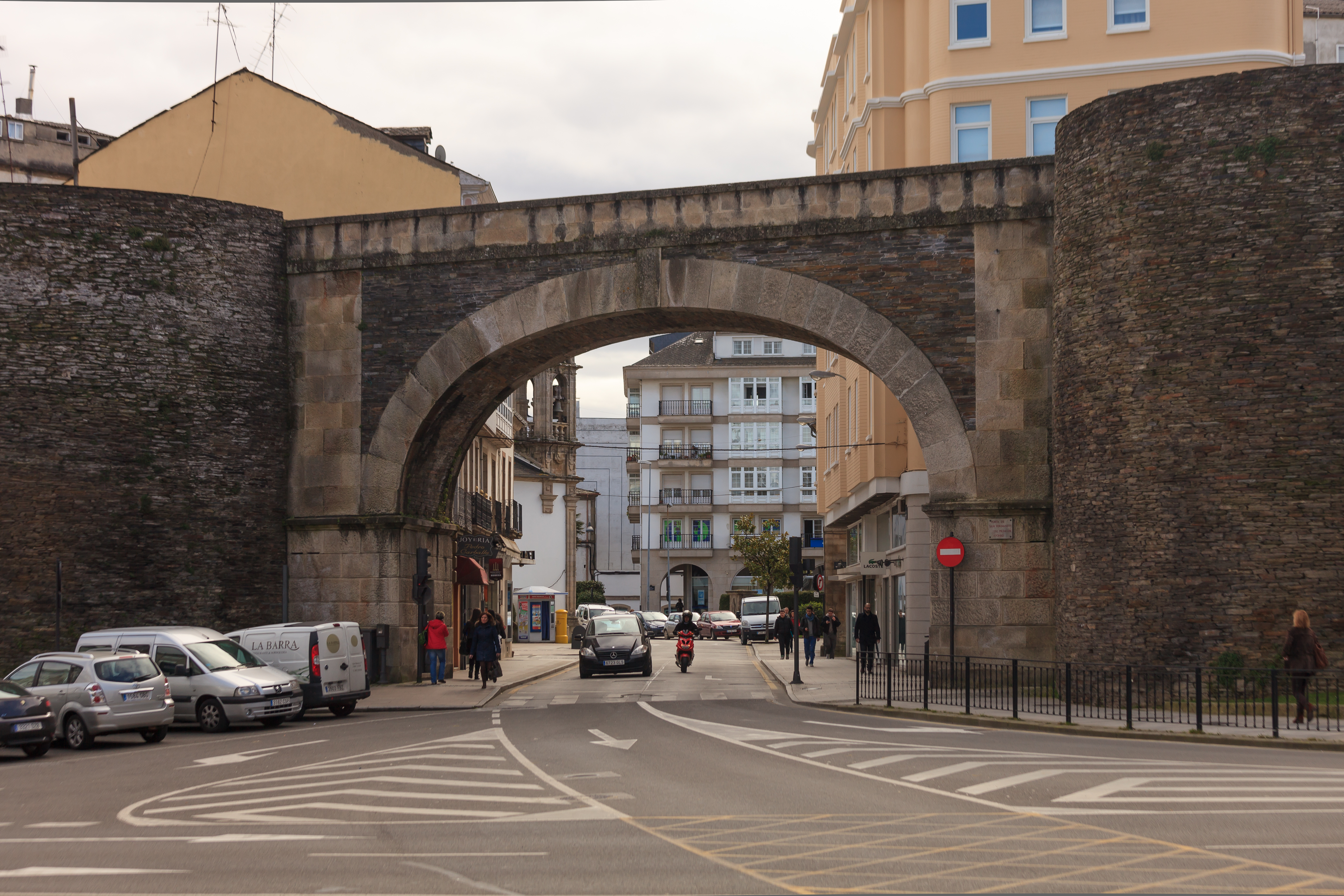
Exterior de la puerta de San Fernando.

Inaugurada en 1858 por la reina Isabel II de España se comenzó a construir en 1853 y se finalizó el año siguiente. Se la llamó puerta del príncipe en honor al hijo de Isabel II. En 1962 se reformó aumentando la anchura de la misma y dándole su aspecto actual. Sus medidas son: ancho 12,5 m, alto 7,50m. Tiene una bóveda de cuerno de vaca, o de paso oblicuo. Es uno de los principales accesos a la ciudad vieja y permite el paso de vehículos y peatones a la vez. Comunica las zonas más pobladas de la urbe.

#### Puerta Falsa

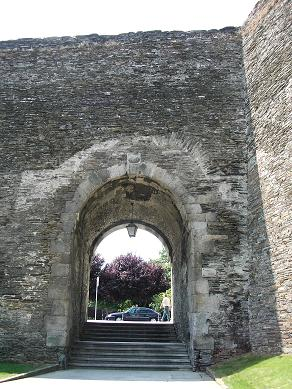
Exterior de la puerta Falsa

En los siglos XVII y XVIII era conocida como Puerta del Boquete y es, por sus dimensiones, una de las originales romanas. Responde al tipo de puertas romanas llamadas de posterulae de uso militar, aunque ha sido muy modificada. Mide 3,45 m de ancho y 5,65 de alto. Durante la Edad Media fue condenada y reabierta en 1602, hasta 20 años después no se estabilizaría esa apertura. En 1798 fue modificada y está formada por un arco de medio punto.

#### Puerta de la Estación
La llegada del ferrocarril a la ciudad y la ubicación de la estación del mismo forzó a la apertura de esta puerta que fue proyecto de Nemesio Cobreros Cuevillas y se abrió en 1875. Un año más tarde se amplió tirando las dos torres ubicadas a sus lados. En 1921 se demolió y se construyó la actual. Tiene 10 m de anchura y 8 de altura. Es de arco carpanel y tiene adosados dos recintos que sirvieron como fielatos.

#### Puerta de San Pedro

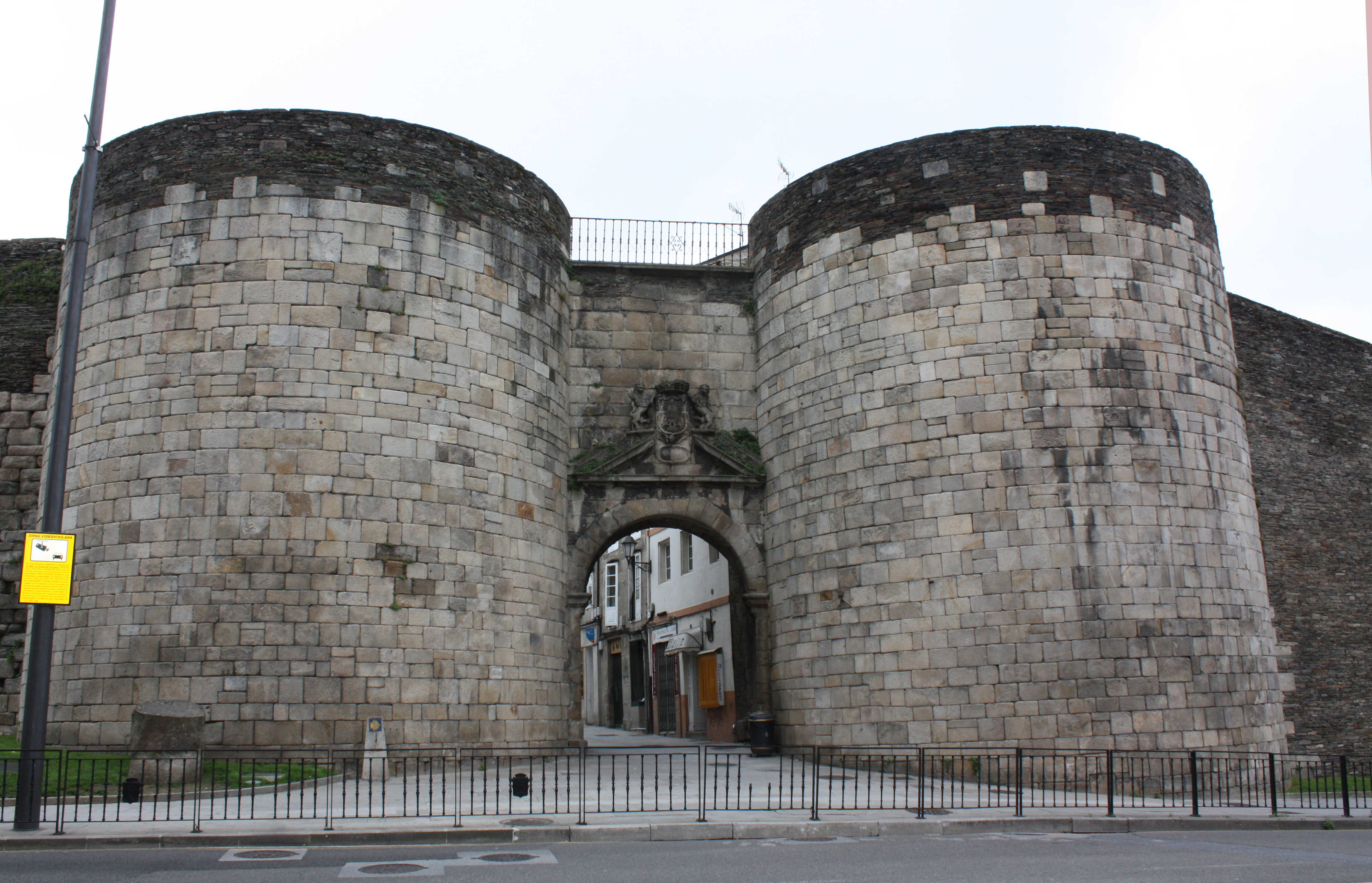
Exterior de la puerta de San Pedro.

Ubicada en el lugar de una puerta romana era denominada en la Edad Media como Puerta de Sancti Petri y también como Porta Toletana o Puerta Toledana al ser la que da acceso al camino de Castilla. Es por donde entra el Camino de Santiago en su variante Camino Primitivo’’ a Lugo. Mide 3,70 m de ancho y 4,85 m de alto y está constituida por una bóveda de medio cañón y un arco fajón. Está flanqueada por dos torreones y tiene un recinto de cuerpo de guardia. Se salvó de la modificación en 1865 por motivos económicos. En el exterior ostenta el escudo de la ciudad y la fecha de la remodelación data de 1781.

#### Puerta del Obispo Izquierdo

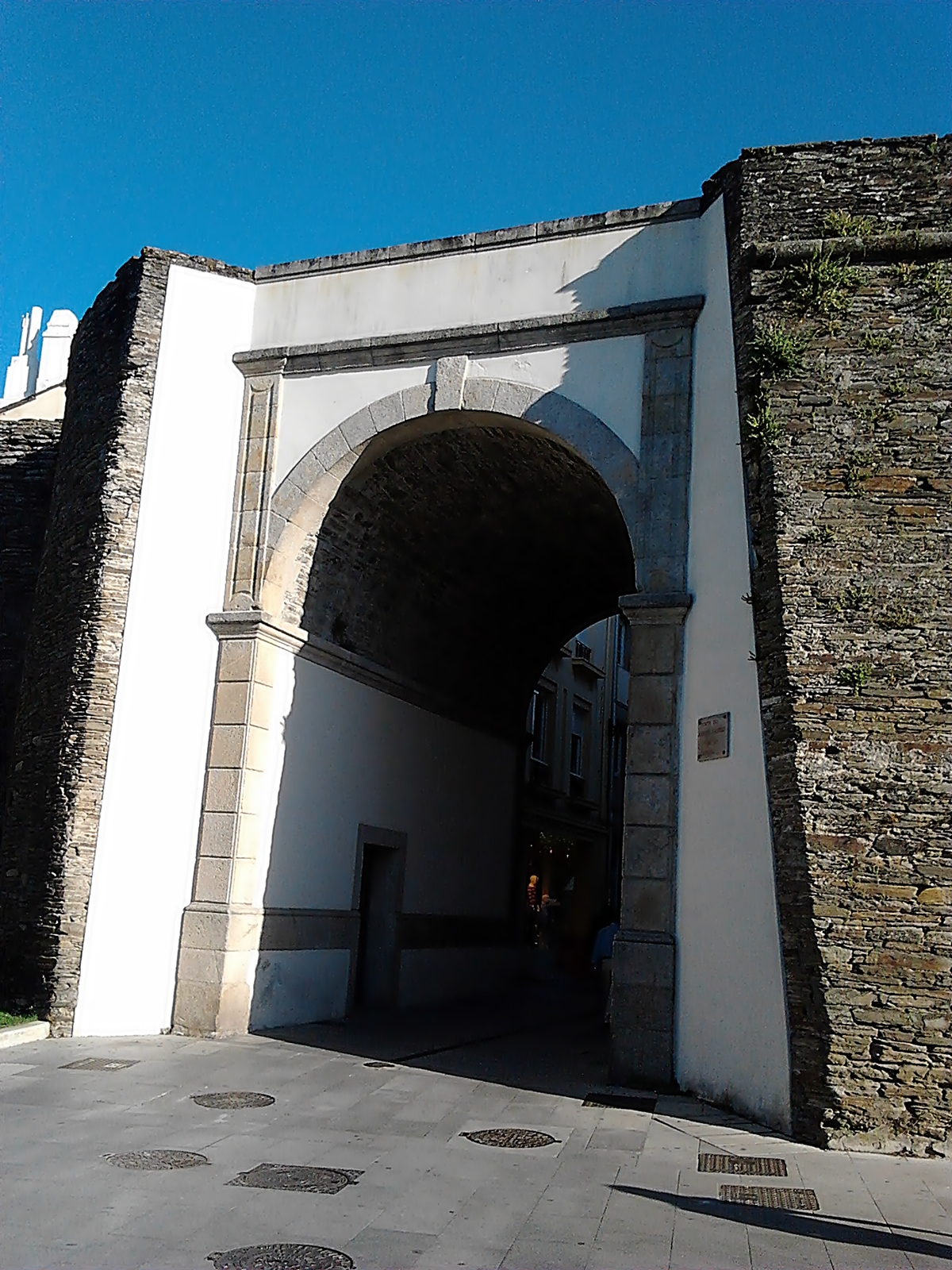
Exterior de la puerta del Obispo Izquierdo.

Conocida como Puerta de la cárcel ya que se abrió por necesidades de acceso al nuevo recinto carcelario, fue la tercera nueva puerta que se abrió en el siglo XIX. Realizada en 1888 se la bautizó en honor del Obispo Izquierdo que está considerado como uno de los benefactores de la ciudad. Tiene una anchura de 4,32m y una altura de 7,15. Con arco de medio punto y bóveda de cañón, tiene recinto que servía como fielato. El arquitecto fue Nemesio Cobreros Cuevillas. 

#### Puerta del Obispo Aguirre

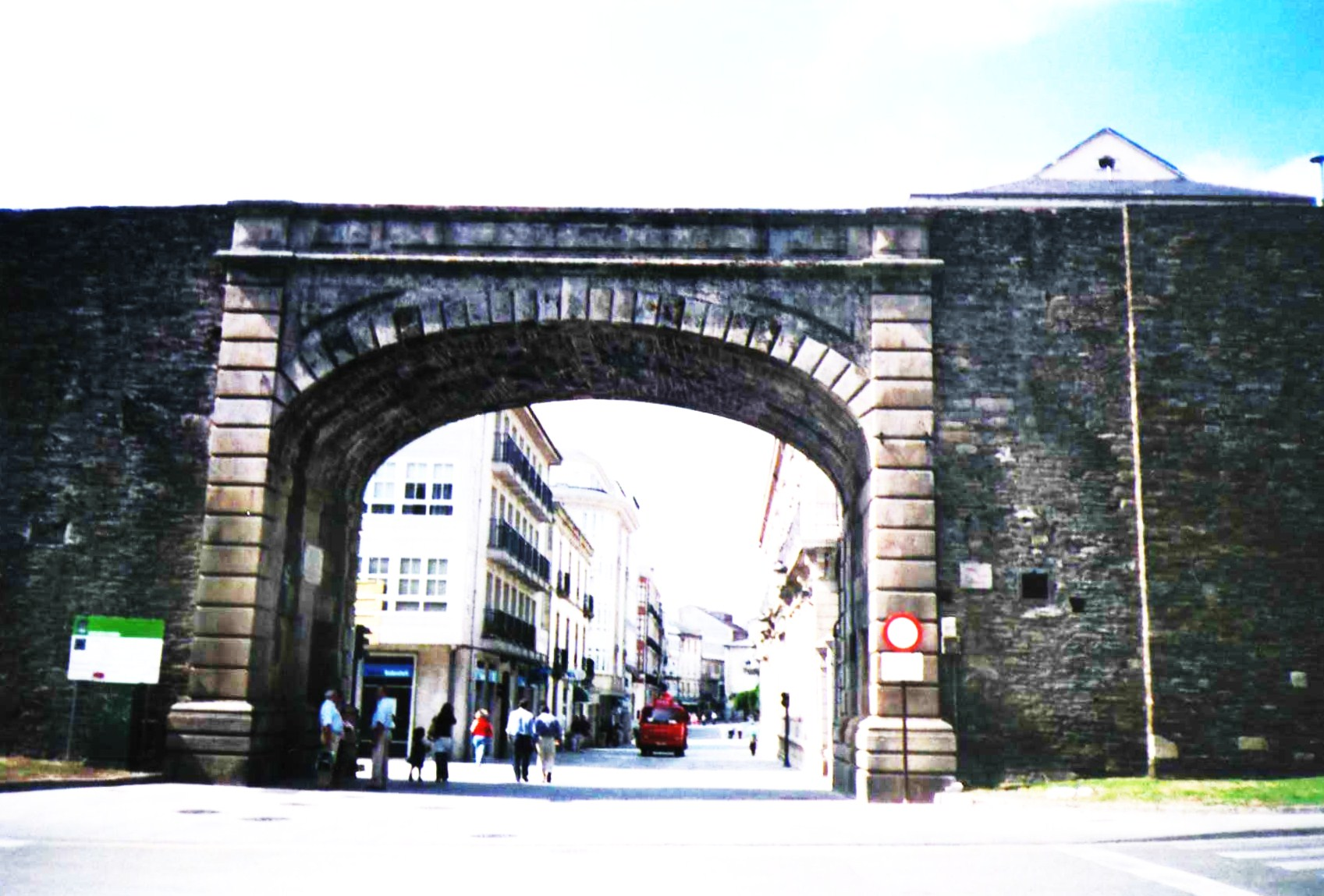
Exterior de la puerta del Obispo Aguirre.

En 1894 se abrió esta puerta con el objeto de facilitar la comunicación con el Seminario que se había construido en las cercanías en 1885 por orden del Obispo Aguirre y con el cementerio que se había inaugurado en 1858. Tiene una anchura de 10 m y una altura de 8,15. Es de arco carpanel y está dotada de recintos para el uso de fielatos. Al igual que el seminario, la realizó el arquitecto Nemesio Cobreros Cuevillas. En su construcción se derribaron dos torres de la muralla que contenían lápidas romanas.

#### Porta de Santiago

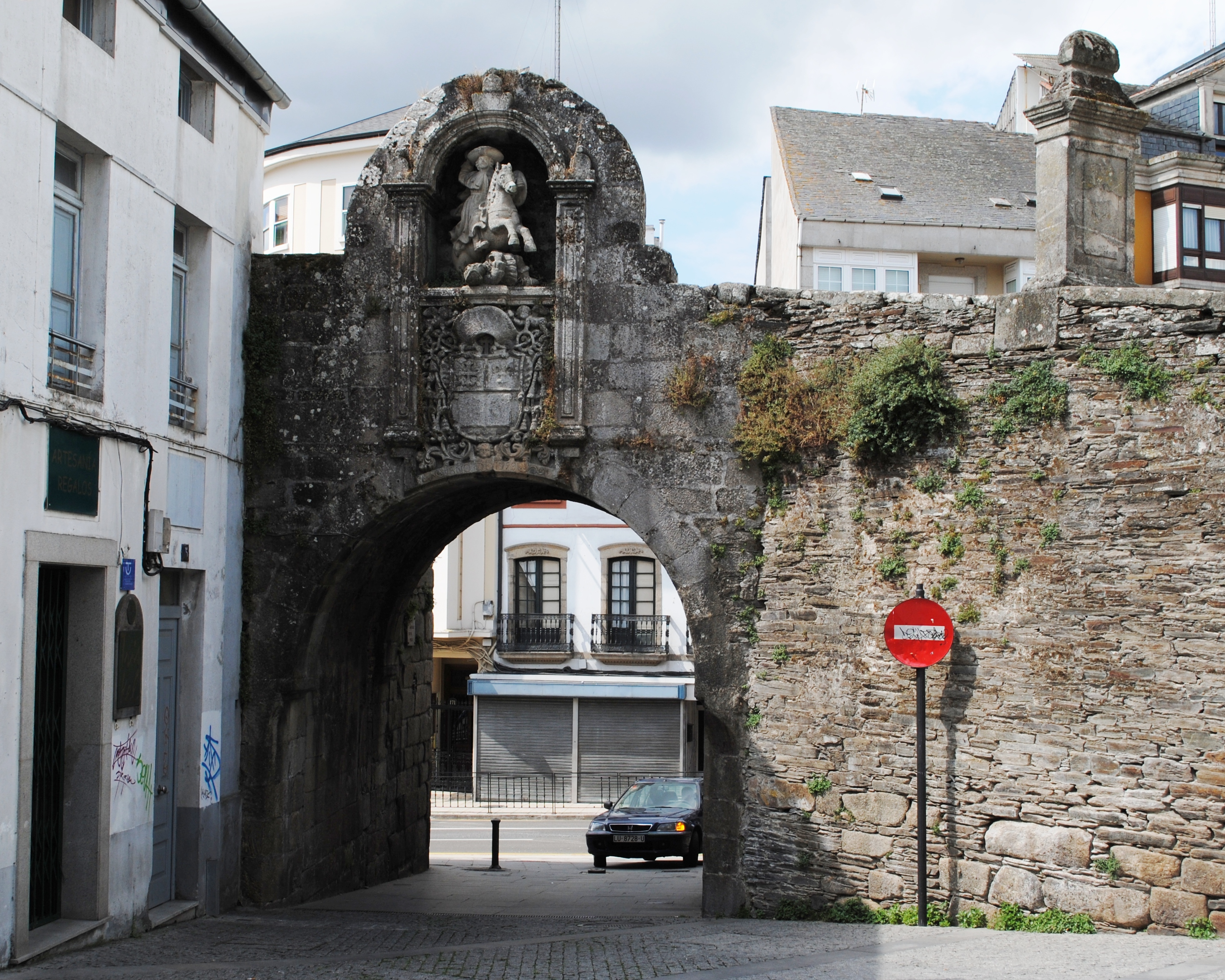
Interior de la porta de Santiago.

La antigua puerta del Postigo (Posticu o Porticu) y en gallego de do Pexigo o Pexigu que parece derivar de un portillo existente dentro de una puerta de mayores dimensiones. Existía ya en época romana. Sus dimensiones son: 4,15 m de ancho, 5,50 m de alto y hasta el adarve 6,90m.
En 1759 se reformó para dejar pasar carruajes y se la decoró por su parte interior poniendo una hornacina con la imagen de Santiago Matamoros y el escudo de armas del Obispo Izquierdo. Fue puerta particular para uso exclusivo de los canónigos para acceder a sus huertas hasta 1589. En tiempos de pestes era la puerta que permanecía abierta y tenía un puente levadizo.

#### Porta Miñá
La puerta Miñá, también llamada "puerta del Carmen" es la más antigua de las existentes y de indudable origen romano, es la que menos modificaciones ha tenido. Está situada en una vaguada y tiene 3,65 m de ancho. Es conocida como Puerta del Carmen y fue llamada Minei o Mineana. Su actual denominación se debe a que por ella se accede al río Miño. Su obra es en bóveda de cañón y arco de medio punto. Está guarecida por dos torreones y tiene un recinto destinado a cuerpo de guardia,  que se usó como capilla hasta el siglo XIX. Gracias a la crisis económica del municipio en 1870, se libró de ser derribada.

#### Puerta del Obispo Odoario
La construcción de esta puerta, realizada ilegalmente, dio lugar a que la muralla fuera declarada Monumento Nacional. Se abrió el hueco en 1921 como parte de las obras del nuevo Hospital de Santa María y se construyó en 1928 por el arquitecto Ramiro Sainz Martínez, arquitecto oficial del monumento. Mide 12 m de ancho y 9,10 de alto. Tiene un arco de tipo carpanel y una bóveda de cuerno de vaca.

#### Porta Nova
La puerta medieval fue derribada en 1899, construyéndose en su lugar otra más moderna y de mayor tamaño. Tiene 4,60 m de ancho y 8 de alto con arco carpanel y aparejo de sillería. Perdura el habitáculo destinado a fielato. La actual construcción se debe al arquitecto Juan Álvarez de Mendoza y fue inaugurada en abril de 1900. Constaba de un recinto para el cuerpo de guardia de origen romano que se utilizó como capilla.

### Escaleras

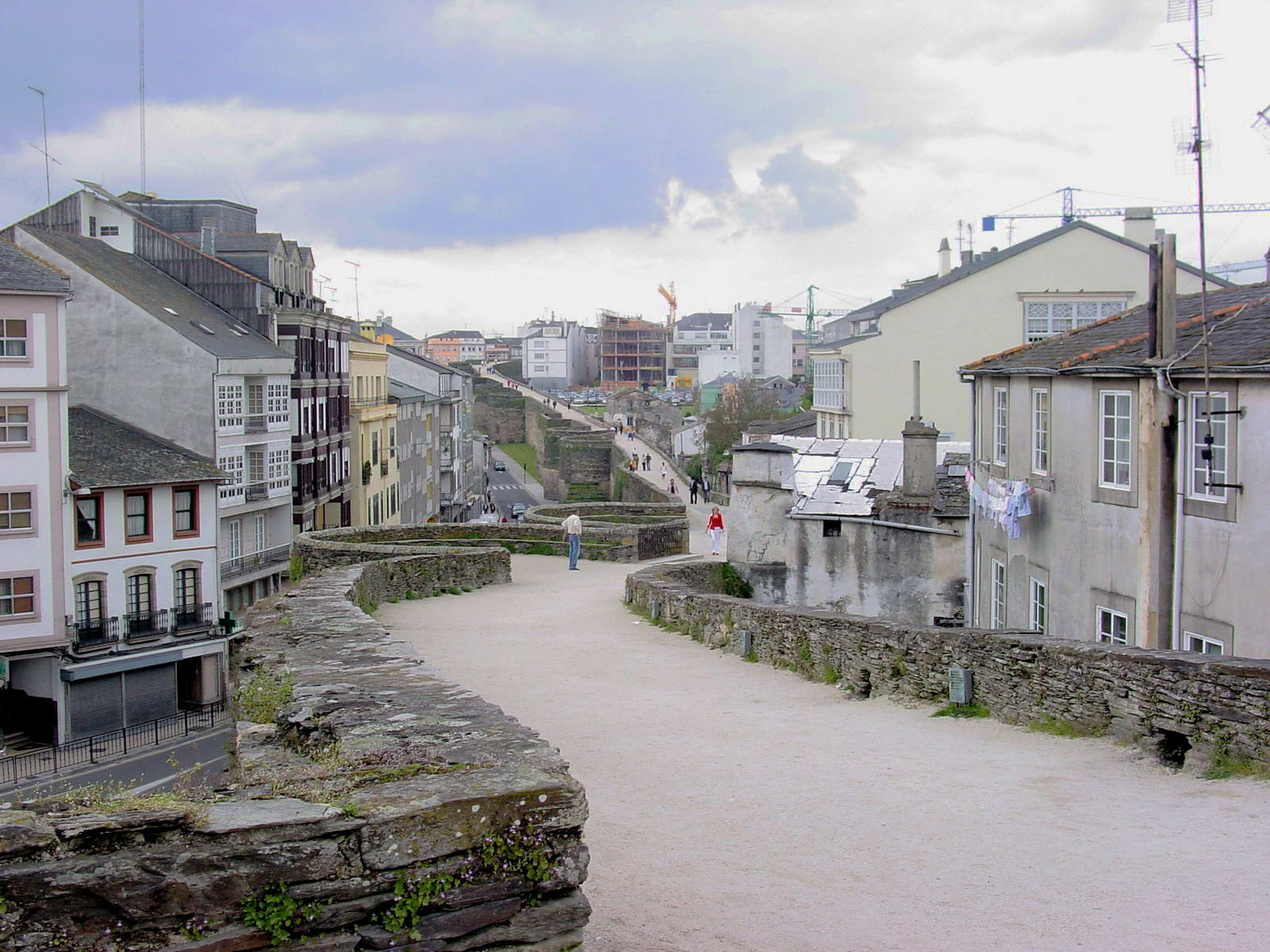
Vista del adarve, o paseo de ronda, y de una porción del muro.

El acceso al adarve, el paseo de ronda, se realizaba mediante escaleras embutidas en los muros de las torres. Estas escaleras eran dobles, de patrón imperial. Hay rastro de 16 de estas construcciones. 
En 1962 se hallaron los primeros vestigios de la existencia de estas escaleras de acceso al adarve, pero estaban totalmente cegadas por desperdicios y tierra. Con la puesta en marcha del Plan Integral de la Muralla se rehabilitaron. Se estima que había una escalera por cada torre. Las escaleras no llegaban a la altura del suelo. Para acceder al primer escalón había que utilizar escaleras móviles. Esto permitía, en caso de necesidad, aislar la muralla retirándolas.
En la actualidad se accede mediante seis escaleras exteriores a los muros (Campo Castelo, Praza do Cantiño, Porta da Estación, Porta Falsa, Porta Nova y Porta Miñá) y una rampa (Porta de Santiago) construidas a partir del siglo XVIII.

### Estructura defensiva
La estructura defensiva que conformaba la muralla estaba formada por el foso, la propia muralla y el intervallum. 
- El foso está situado a unos 5 m de las torres y tenía una anchura de 20 metros y una profundidad de 4. En la actualidad solamente quedan vestigios del mismo y pudo ser documentado en 1987 mediante diferentes estudios arqueológicos. Se ha comprobado que no es un foso continuo, sino que está formado por diversos tramos independientes con encuentros acoplados. Tienen en el fondo una serie de canales cuya finalidad está sin definir.

- El intervallum era un espacio entre la muralla y las edificaciones urbanas. Recorría toda la longitud de la misma, como un paseo de ronda inferior, y servía para la intendencia de la defensa. Con el paso del tiempo este espacio fue siendo ocupado por edificaciones. A mediados del siglo XX había más de 30 edificios adosados a la muralla, invadiendo el intervallum.

## Historia
La datación de la muralla de Lugo, basada en los materiales constructivos y en los hallazgos arqueológicos, la sitúa en la segunda mitad del siglo III. Su construcción coincide con la percepción de la amenaza bárbara por parte de las autoridades del Imperio. Se estima que su construcción fue un único proyecto que terminó de realizarse sobre finales del siglo III o la primera mitad del siglo IV.
Además de la amenaza bárbara, la situación e importancia estratégica de la ciudad aconsejaron su construcción. La propia ubicación de la ciudad, bien resguarda el estar en lo alto de una pequeña colina y rodeada por un lado por el río Miño y por los otros por los arroyos Rato, Paraday y Chanca. La muralla protegió a la ciudad del viento frío del norte. La construcción de la línea defensiva dejó fuera barrios enteros como el de Recatelo e incluyó tierras de labor y despobladas. Mientras que otras ciudades se reducían cuando se fortificaban, Lugo creció.
Bajo el dominio de los suevos y visigodos Lugo se fue despoblando. Alfonso I intentó frenar esa pérdida de población, pero no fue hasta después de su conquista a los musulmanes que se invirtió la tendencia.
En el siglo VIII la ciudad cayó en manos de Musa, y en el año 998 fue atacada por Almanzor, que derribó uno de los lienzos aunque no alcanzó a conquistar la urbe. 
En la Baja Edad Media se conformó un nuevo núcleo poblacional alrededor de la Plaza Mayor. Pero todavía hay grandes zonas despobladas dentro del núcleo defensivo, tal es así que a principios del siglo XIX todavía existían áreas sin urbanizar comprendidas en él.

Se levantaron complejos defensivos sobre la muralla, hay documentación del que se realizó sobre la llamada puerta de San Pedro por el Infante Don Enrique, en el siglo XIV. En el siglo XVI se comenzaron a construir viviendas en los huecos entre las torres por la parte exterior propiciando el crecimiento ultramuros de la ciudad. En 1621 se reabrió la llamada «puerta Falsa».

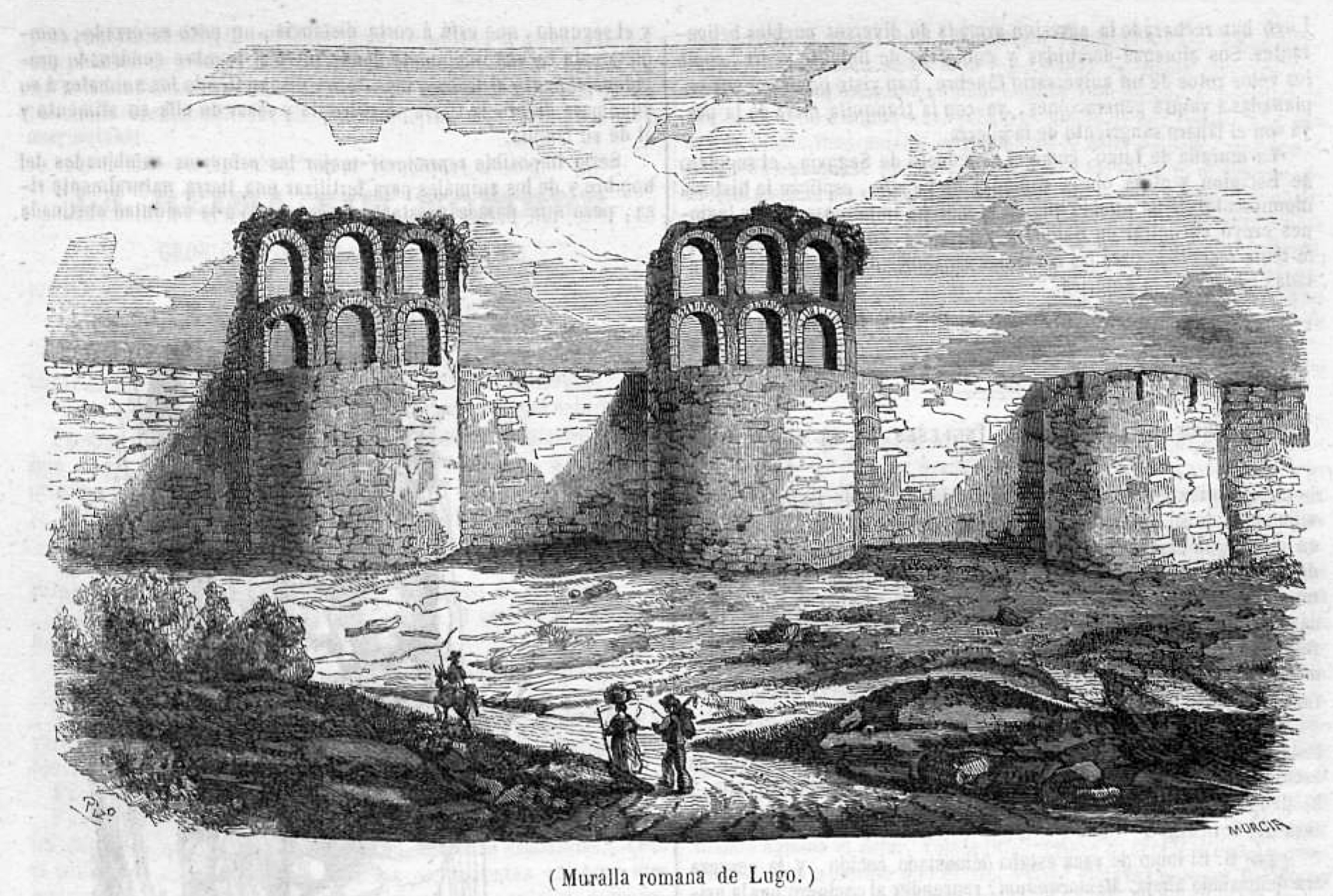
Grabado de la muralla en el Semanario Pintoresco Español (1850)

En 1837 se realizó la construcción del llamado Reducto Cristina y entre los años 1853 hasta 1921 se fueron abriendo nuevas puertas en las murallas. Llegarían a ser cinco, estas son;
- 1853, la del Príncipe Alfonso.
- 1875, la de la Estación.
- 1888, la del Obispo Izquierdo.
- 1894, la del Obispo Aguirre.
- 1921, la del Obispo Odoario.

El 16 de abril de 1921 la muralla fue declarada Monumento Nacional, a raíz de la apertura de un hueco en uno de sus lienzos para la construcción de una de las puertas. En 1971 se inició el plan conocido como Operación Muralla Limpia, que tenía como objetivo el librar al monumento de todas la edificaciones adosadas a su paramento exterior.

## El reducto de María Cristina
En 1837 se construyó un baluarte defensivo para la ubicación de artillería entre la puerta del Obispo Aguirre y la torre de A Mosqueira. Es de forma triangular y tiene troneras artilleras.
Se realizó por motivo de las Guerras Carlistas y vino a unir dos tramos que estaban separados por una serie de edificios medievales utilizados como fortaleza. En 1990 se descubrió un cubo original que se cree formaba parte de la puerta allí existente, la principal, llamada Porta Castelli.
Esta construcción fue bautizada como reducto de María Cristina en honor a la reina regente, María Cristina de Borbón, madre de Isabel II.

## Galería

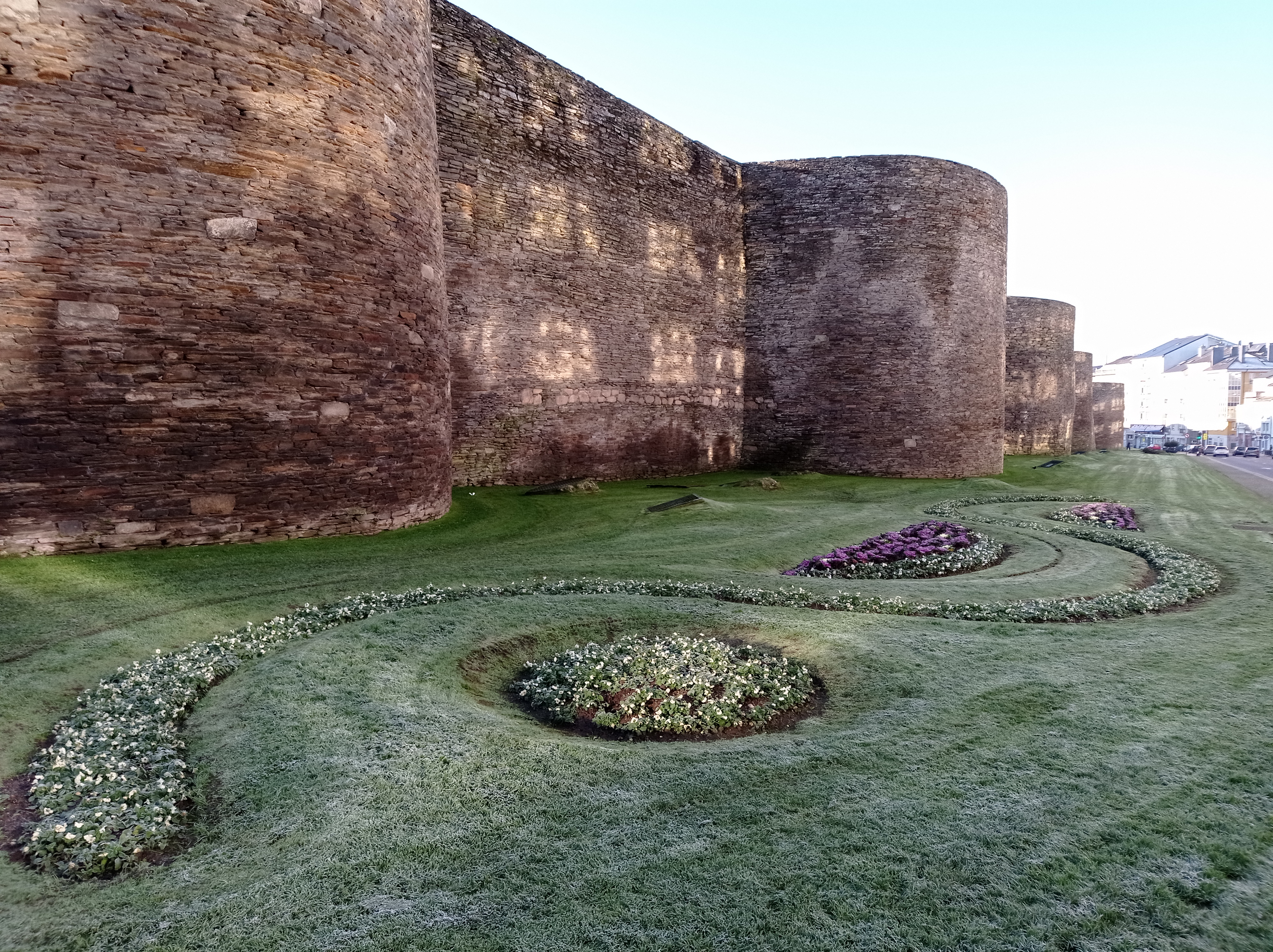
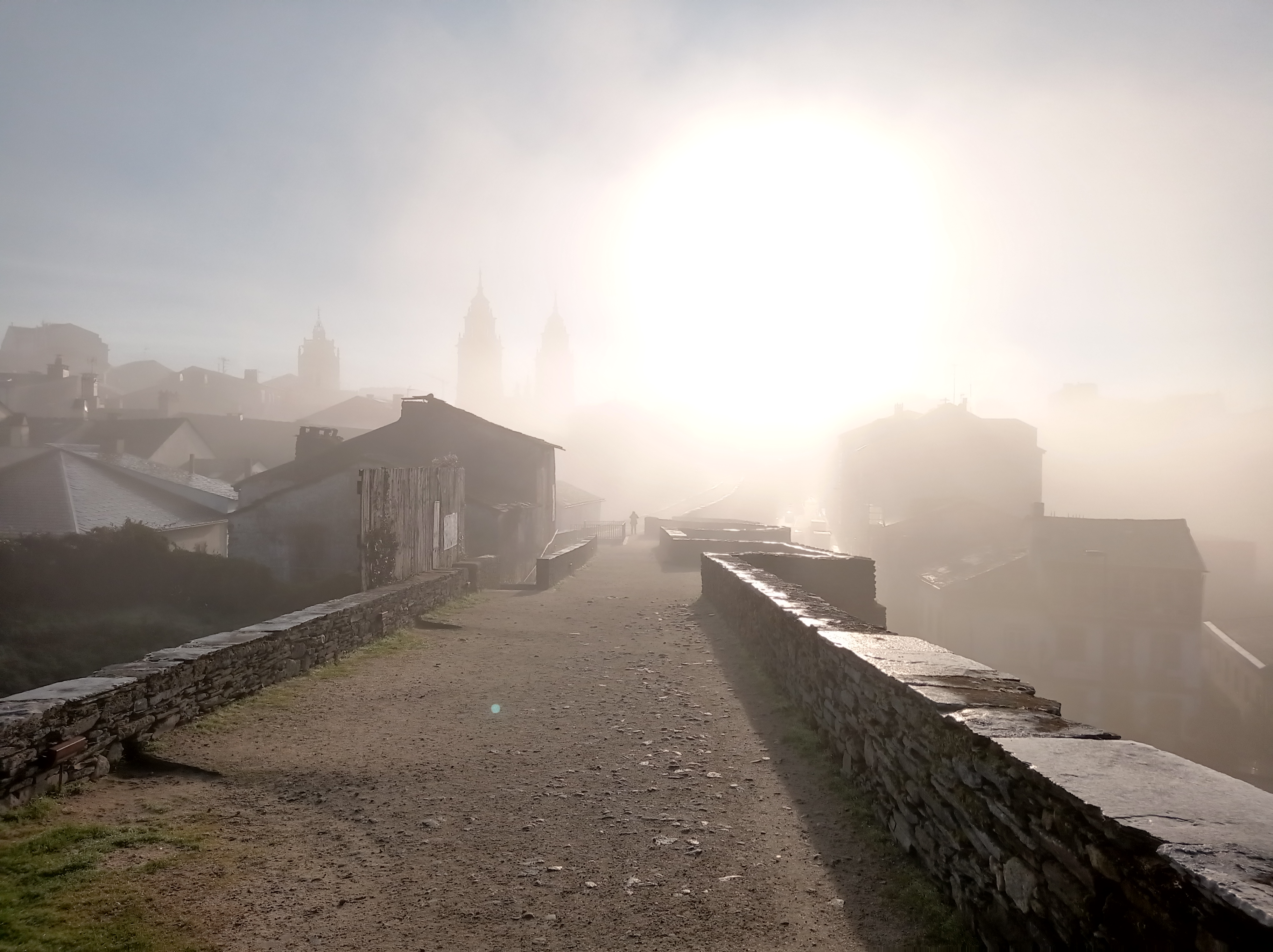
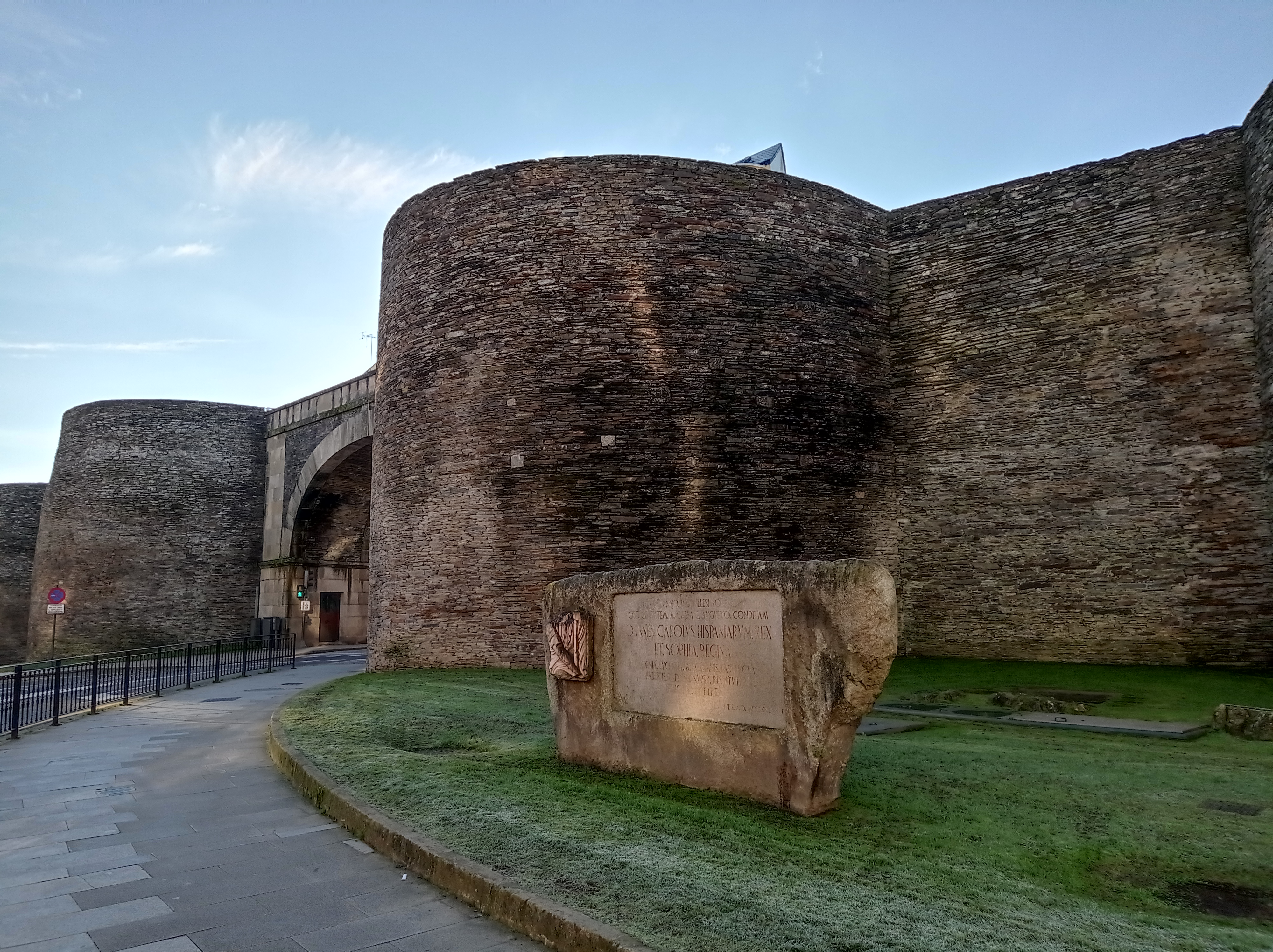
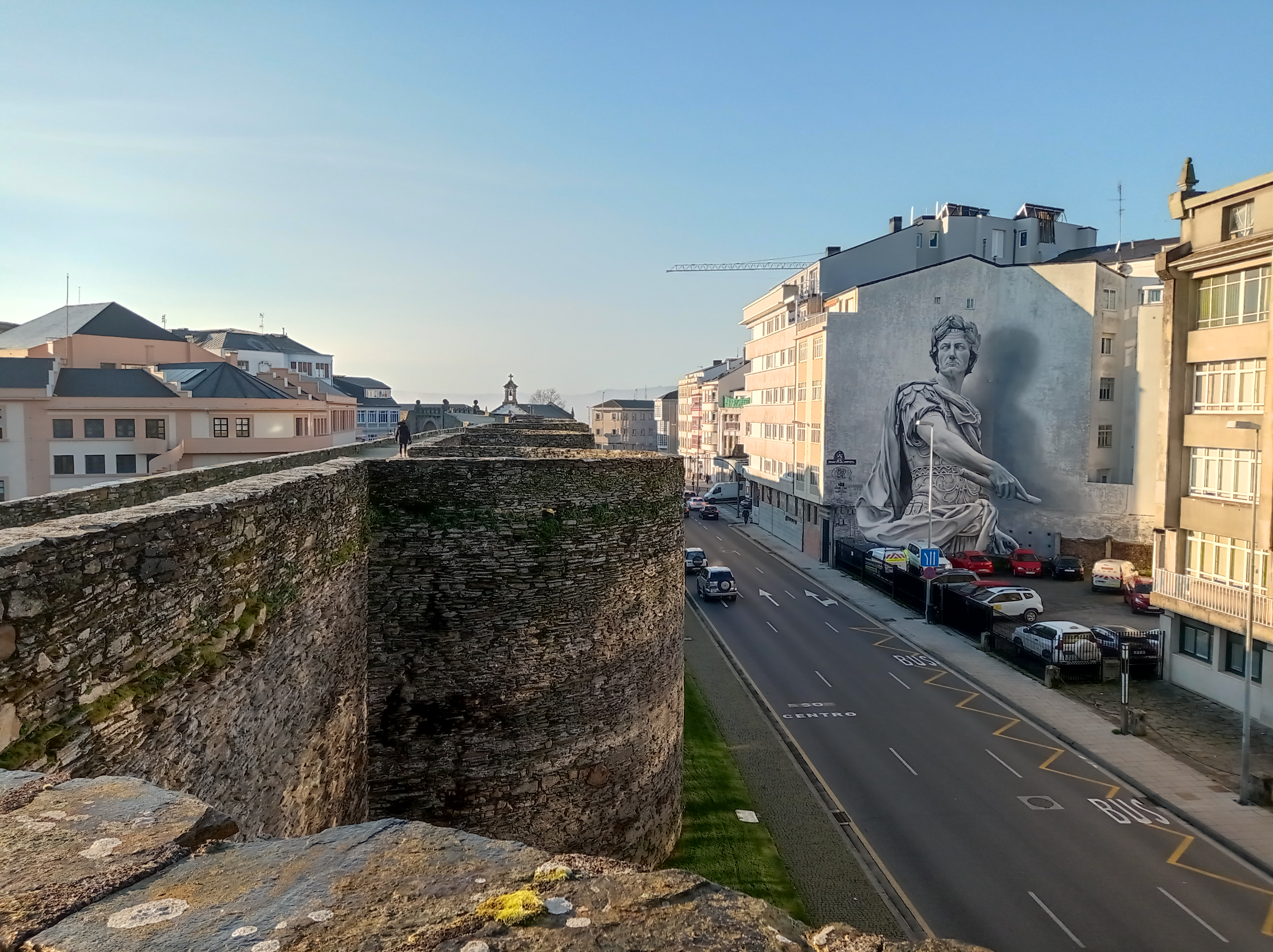
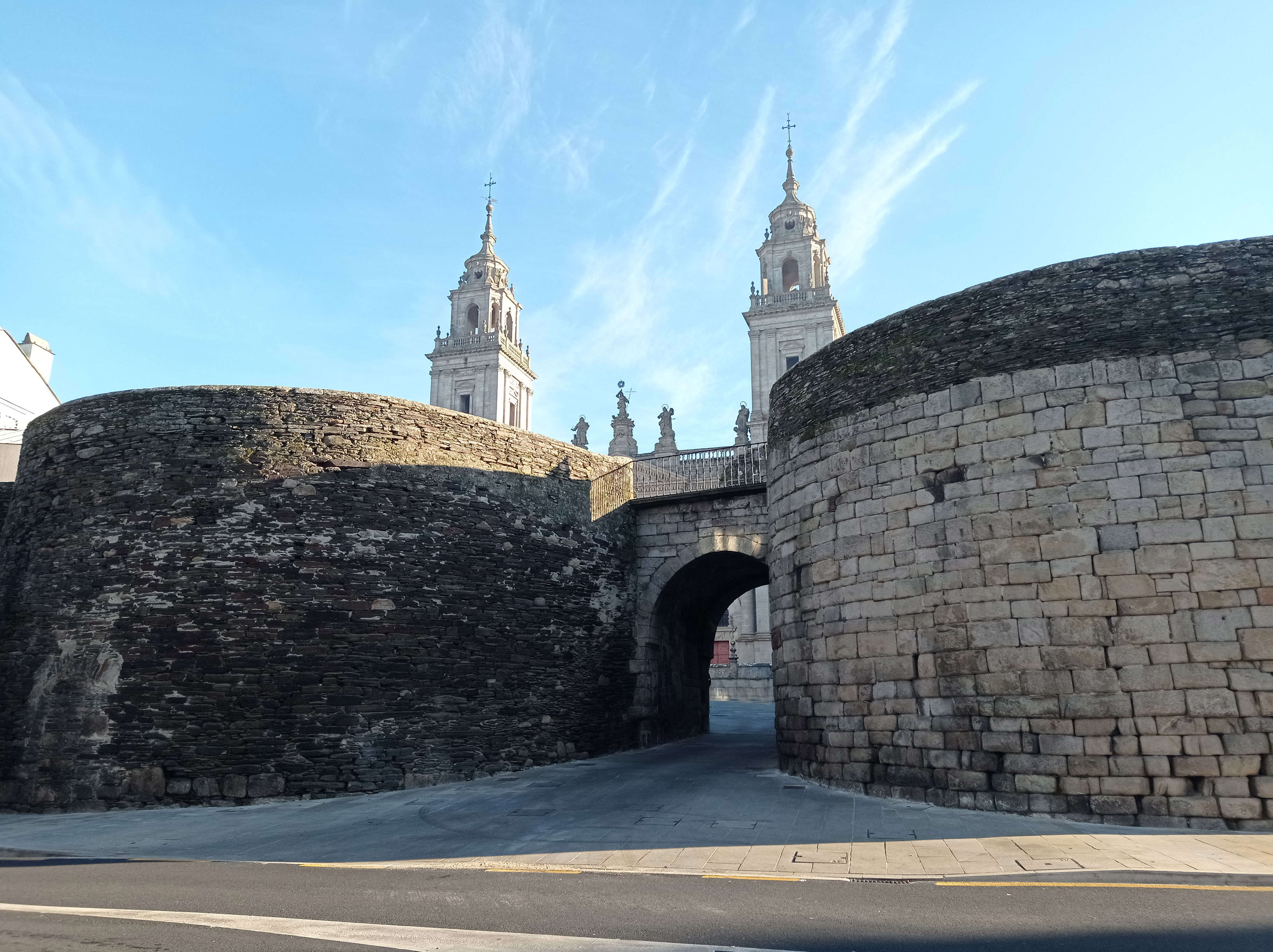
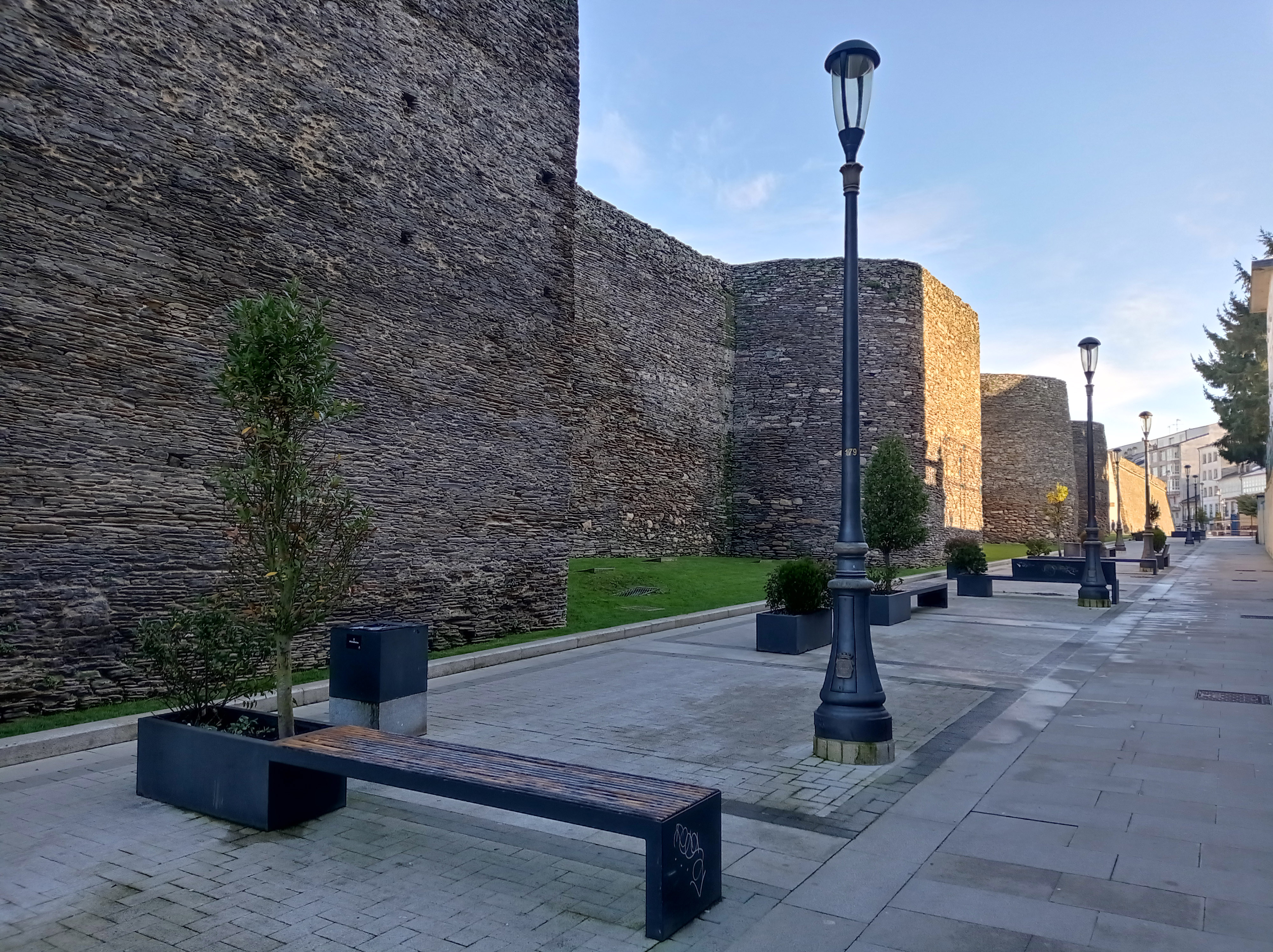